# Щербаков, Михаил Александрович (учёный)
Михаил Александрович Щербаков (род. 24 августа 1954, Пенза) — российский учёный в области нелинейных систем обработки информации и управления. Доктор технических наук, профессор. Заслуженный деятель науки Российской Федерации (2008). Почётный работник высшего профессионального образования Российской Федерации (2003). Заведующий кафедрой «Автоматика и телемеханика» Пензенского государственного университета (ПГУ) (с 2001 года).
Руководитель научно-педагогической школы ПГУ «Нелинейные и адаптивные системы обработки информации и управления».

## Биография
Родился 24 августа 1954 года в городе Пензе.
В 1976 г. окончил с отличием Пензенский политехнический институт по специальности «Автоматизированные системы управления». После окончания института был направлен на научную стажировку в Московский институт электронного машиностроения на кафедру «Кибернетика». С 1978 по 1981 гг. обучался в очной аспирантуре Пензенского политехнического института.
Учёная степень кандидата технических наук по специальности 05.13.02 — «Автоматическое управление и регулирование» присуждена диссертационным советом в Институте кибернетики им. В. М. Глушкова АН УССР в 1985 г.
После защиты кандидатской диссертации работал старшим преподавателем, а затем доцентом кафедры «Информационно-вычислительные системы» Пензенского политехнического института. В 1989—1990 гг. Щербаков М. А. прошёл научную стажировку в Чешском высшем техническом университете (г. Прага). В 1994 г. поступил и 1997 г. окончил докторантуру Пензенского государственного университета.
В феврале 1998 г. защитил докторскую диссертацию на тему «Теория цифровой полиномиальной фильтрации и её приложения» по специальности 05.13.01 — «Управление в технических системах».
Работал на кафедре информационно-вычислительных систем с 1977 по 2000 гг., в том числе, с 1987 г. в должности доцента, а с 1998 г. в должности профессора.
В 1990 году было присвоено учёное звание доцента, а в 1999 году профессора по кафедре информационно-вычислительных систем.
С 1999 по 2000 гг. был деканом факультета автоматики и информационной техники.
С 2000 по 2006 гг. работал проректором ПГУ по научной работе.
С 2006 по 2010 гг. работал в должности проректора по науке и инновациям ПГУ.
С 2001 г. является заведующим кафедрой автоматики и телемеханики ПГУ.

## Научная деятельность
М. А. Щербаков внёс значительный вклад в развитие приоритетного направления науки в области нелинейных систем обработки информации и управления. В рамках данного научного направления им была развита теория нелинейных систем, основанная на функциональном разложении Вольтерры — Винера, предложены эффективные методы моделирования и идентификации нелинейных систем, разработана теория цифровой полиномиальной фильтрации многомерных сигналов и полей. Его кандидатская диссертация была посвящена вопросам цифрового управления спектром случайных вибраций нелинейных объектов, в которых впервые был предложен подход, основанный на описании сложных нелинейных объектов виброиспытаний с помощью функциональных разложений Вольтерры — Винера. Разработанные алгоритмы нелинейного управления, идентификации и моделирования нелинейных объектов, а также технические средства были внедрены в составе цифровых систем управления виброиспытаниями и воспроизведения акустических полей в Институте кибернетики им. В. М. Глушкова АН УССР.
Научные интересы: 1) адаптивные и нелинейные системы; 2) цифровая обработка сигналов и изображений.
Руководитель научно-педагогической школы ПГУ «Нелинейные и адаптивные системы обработки информации и управления». Тематика проводимых научных исследований НПШ: 1) Нелинейная фильтрация многомерных дискретных
сигналов и полей. 2) Адаптивный экспресс-анализ быстропеременных процессов в технических системах. 3) Моделирование и идентификация нелинейных систем на основе разложений Вольтерры — Винера. 4) Нейросетевые технологии обработки информации. 5) Вейвлет-анализ сигналов и изображений. 6) Нелинейная сингулярная и SVD-фильтрация сигналов и изображений; адаптивное управление непрерывными процессами в сложных технических системах. 7) Управление и обработка информации в эргатических системах специального назначения.

## Публикации
Авторы свыше 300 научных трудов, в том числе 3 монографий, 16 авторских свидетельств и патентов, 24 учебно-методических пособий.
Некоторые труды:
- Щербаков М. А. Анализ и формирование спектра случайных процессов в системе автоматизации испытаний объектов // Методы, средства и технологии получения и обработки измерительной информации («Шляндинские чтения — 2020»). Материалы XII Международной научно-технической конференции с элементами научной школы и конкурсом научно-исследовательских работ для студентов, аспирантов и молодых учёных. Пенза: Изд-во ПГУ, 2020. С. 211—216.
- Бойков И. В., Щербаков М. А., Кривулин Н. П., Кикот В. В., Маланин В. П. К вопросу о синтезе математических моделей пьезоэлектрических датчиков акустического давления // Известия высших учебных заведений. Поволжский регион. Технические науки. 2017. № 1 (41). С. 106—114.
- Моисеев А. Г., Щербаков М. А. Определение местоположения подвижных объектов с использованием Байесовского решающего правила // Вопросы радиоэлектроники. 2015. № 1. С. 121—130.
- Сазонов В. В., Щербаков М. А. SVD-фильтр импульсных помех с улучшенными характеристиками // Инновации на основе информационных и коммуникационных технологий. 2014. № 1. С. 501—504.
- Сазонов В. В., Щербаков М. А. Восстановление слабоконтрастных изображений // Инновационные информационные технологии. 2013. Т. 3. № 2. С. 345—349.
- Щербаков М. А. Обобщённая полиномиальная фильтрация сигналов и полей // Известия высших учебных заведений. Поволжский регион. Технические науки. 2005. № 5. С. 148—159.
- Щербаков М. А. Цифровая полиномиальная фильтрация: теория, и применение: монография. Пенза: Изд-во ПГТУ, 1997. 246 с.

## Награды
- Заслуженный деятель науки Российской Федерации (2008);
- Почётный работник высшего профессионального образования Российской Федерации (2003);
- Почётный профессор Пензенского государственного университета (2013)[5];
- Почётная грамота Губернатора Пензенской области (2004);
- Почётная грамота Министерства общего и профессионального образования РФ (2003).